# 2017 OF201
2017 OF201 — екстремальний транснептуновий об'єкт і кандидат у карликові планети, діаметр якого, за оцінками, становить щонайменше 500 км. Його абсолютна зоряна величина, від 3 до 4, вказує на те, що це може бути найяскравіший відомий об'єкт у Сонячній системі, розмір якого поки не вдається оцінити безпосередньо. Востаннє 2017 OF201 пройшов перигелій своєї орбіти відбувся в листопаді 1930 року.

## Орбіта
Астероїд 2017 OF201 обертається навколо Сонця на відстані 880 астрономічних одиниць (а. о.) від Сонця. Один оберт навколо він робить приблизно за 25 000 років.
2017 OF201 обертається навколо Сонця орбітою з ексцентриситетом 0,95 і нахилом 16,21°. Афелій 2017 OF201 — один із найвіддаленіших серед відомих транснептунових об'єктів. Він подібний до афелію 2013 SY99 і перевершує афелій 2019 EU5. Перигелії орбіт усіх трьох цих астероїдів лежать усередині провалу Койпера і тому взаємодіють або взаємодіяли в минулому з Нептуном. Отже, орбіта 2017 OF201 пролягає поблизу межі області Розсіяного диска і внутрішньої області хмари Оорта (як передбачають деякі концепції). На великих відрізках часу (мільярди років) орбіту 2017 OF201 формують як Нептун, так і галактичний приплив.

## Фізичні характеристики
Діаметр астероїда 2017 OF201 точно не відомий, але, за оцінками, він становить від 550 до 850 км — а отже, він малоймовірний, але можливий кандидат у карликові планети (див. статтю «Список можливих карликових планет»). Для порівняння: діаметр Плутона становить близько 2377 км, а діаметр Квавара, якого вже вважають карликовою планетою, становить 1090 км.

## Астероїд 2017OF201і гіпотеза про існування Дев'ятої планети
Відкриття 2017 OF201 викликає сумніви в справедливості гіпотези про існування Дев'ятої планети. Більшість транснептунових об'єктів із надзвичайно широкими й ексцентричними орбітами мають тенденцію об'єднуватися в групи. Ця їхня властивість стала підставою для ідеї про існування Дев'ятої планети, яка впливає на їхні орбіти своєю гравітацією. Моделювання еволюції гіпотетичної планети показало, що вона виштовхнула б 2017 OF201 з його поточної орбіти за час, менший ніж 0,1 мільярда років. Але оскільки 2017 OF201 наразі перебуває на своїй орбіті, це ставить під сумнів існування Дев'ятої планети.
За іронією, параметри руху астероїда 2017 OF201, які суперечать гіпотезі про існування Дев'ятої планети, було визначено приблизно тоді, коли астрономи знайшли нового кандидата на роль дев'ятої планети в Сонячній системі.